# قلعة بيروت البحرية
«قلعة بيروت» أو «قلعة بيروت البحرية»  أو «برج بيروت البحري»، هي قلعة بحرية قديمة، تقع إلى الجنوب الشرقي من مدخل المرفأ فوق تلة عرفت قديماً بمحلة الخارجة، أو تلة مقبرة الخارجة.
تصنف من المباني الأثرية اللبنانية التي يمكن إدراجها تحت تصنيف القلاع والحصون والتحصينات اللبنانية.
تعرضت القلعة لأضرار في مراحل مختلفة من أواخر العهد العثماني في بيروت إبان أواخر عهد حروب الدولة العثمانية، وتعرضت لقصف شديد، بالضبط أيام الحكم المصري لبيروت ضد الجيش المصري في لبنان، من قبل أساطيل أوروبية متحالفة في عهد محمد علي باشا.
وقد تم إعادة بنائها وتحويلها لمسجد سنة 1844، حيث تم إقامة المسجد على أنقاض قلعة بيروت، والذي سمي لاحقا بمسجد المجيدية، وتم ذلك في عهد السلطان عبد المجيد الأول.
وقد كانت قلعة بيروت ببرجها المطل على البحر، أحد أهم قلاع بيروت البحرية وبرجًا من أبراج لبنان على البحر الأبيض المتوسط، وكانت امتدادًا لسوق الطويلة، وكان يستخدم الطابق السفلي لقلعة بيروت كمخزن للتجار البيروتيين على الميناء، بما في ذلك تجارة الأخشاب بين سنوات 1257 و1260هـ.

## لمحة تاريخية موجزة
كانت قلعة بيروت مقرا للحاميات العسكرية العثمانية، وكان موقعها في الجنوب الشرقي من مدخل مرفأ بيروت فوق محلة ومقبرة الخارجة، وقد اشتهرت هذه القلعة بمناعتها وأهميتها الإستراتيجيّة نظراً لموقعها المباشر على البحر، وهي بذلك تشبه قلعة قايتباي في الإسكندرية.
توالت بعض الأسر البيروتية على إدارتها، وكان يسمى مدير القلعة من الناحية العسكرية والتنظيمية من حيث أعمال المراقبة والصيانة وتخزين السلع بمنصب «القلعجي»، أو حاكم القلعة والمعروف باسم (ديزدار Dezdar  قلعة بيروت)، ومن بين هذه الأسر، أسرة القوتلي وأسرة الجندي ديه، وأسرة القلعجي، وأسرة المناصفي وغيرهم كثير، وعن مسؤولية قلعة بيروت في القرن الثامن عشر الميلادي، تولاها الأمير عبد السلام العماد، والشيخ حسين تلحوق. ولكن عندما وقعت بعض الحوادث في القلعة عام 1772، واستتب الأمر في بيروت للأمير يوسف الشهابي، قام هذا الأمير بعزل العماد والشيخ حسين تلحوق عن مسؤولية القلعة وعين أحمد باشا الجزار. ثم صـدر قرارا عين بموجبه أحد وجوه بيروت صادق الجندي ديه. وفي حقبة محمد علي ودخول بيروت للحكم المصري، عين إبراهيم باشا عام 1840 عبد الله أبو ديه واليا على بيروت وقلعجيا مديرا لشؤوز القلعة البحرية عسكربا وتجاريا وتخزينيا وأمنيا.